# 0402+379
0402 +379 ou 4C +37.11 est une galaxie radio et elliptique constituée de deux trous noirs binaires supermassifs qui présentent la plus courte distance de séparation que l'on ait directement observé en 2006. Il s'agit du premier système binaire visuel de trous noirs observé. La séparation entre les deux trous noirs est de 24 années-lumière ou 7,3 parsecs, avec une période orbitale de 30 000 ans. Les deux trous noirs supermassifs qui se situent à environ 750 millions d'années-lumière de la Terre ont une masse combinée d'environ 15 milliards de M☉.
La précédente distance de séparation connue entre deux trous noirs binaires supermassifs était de 2400 années-lumière. Cependant, le quasar OJ 287 est suspecté d'héberger une paire de trous noirs binaires supermassifs présentant une période orbitale de 12 ans et qui constituerait ainsi un couple bien plus rapproché, mais ceux-ci n'ont pas été directement observés.
La collision éventuelle entre les deux éléments de la paire de trous noirs, qui cependant devraient continuer à exister pendant au moins quelques millions d'années supplémentaires, pourrait provoquer de fortes ondes gravitationnelles.